# مركز عبد الرحمن السديري الثقافي
مركز عبد الرحمن السديري الثقافي مركز ثقافي سعودي يتبع لمؤسسة عبد الرحمن السديري الخيرية، انطلق بتأسيس أول مكتبة عامة في منطقة الجوف باسم ( دار الجوف للعلوم) عام 1983م/ 1383هـ التي أنشأها أمير منطقة الجوف السابق الأمير عبد الرحمن بن أحمد السديري. ويضم المركز كلاً من (دار العلوم) بمدينة سكاكا، و(دار الرحمانية) بمحافظة الغاط.

## الأهداف
يهدف المركز للمساهمة في تحقيق نهضة ثقافية، وإحداث حراك ثقافي بمشاركة أبناء المجتمع من خلال الأنشطة والبرامج الثقافية المتنوعة التي يقدمها.

## مكتبة دار العلوم
تمثل دار العلوم المقر الرئيس لمركز عبدالرحمن السديري الثقافي بالجوف، وتضم الإدارة العامة، ومكتبة دار العلوم ومكتبة القسم النسائي، وقاعة الجوف. وتعد المكتبة من أوائل المكتبات العامة في السعودية. وتضم ما يزيد عن (160,000) كتاب، إضافة إلى ما يزيد عن 250 صحيفة ومجلة، كما تضم مجموعة خاصة من أوعية المعلومات.

## دار الرحمانية
بناء على رغبة الأمير عبد الرحمن السديري أنشأ أبناؤه وبناته في العام 2003م / 1424هـ، مركزاً ثقافياً في محافظة الغاط، أطلق عليه اسم (دار الرحمانية)؛ وهو فرع لمؤسسة عبدالرحمن السديري الخيرية، له وقف مستقل، وأهدافه تنبثق من الأهداف الأساسية لمركز عبدالرحمن السديري الثقافي، وتقع دار الرحمانية وسط بستان العرنية؛ المزرعة التي وقفها المؤسس بتاريخ 3 جمادى الآخرة 1407هـ لوالديه.

## المطبوعات الدورية
- مجلة (الجوبة) الثقافية.[9][10]
- مجلة (أدوماتو) المتخصصة بآثار الوطن العربي.[3]

## الجوائز
- فاز مركز عبد الرحمن السديري الثقافي بجائزة «القطاع غير الربحي» من مبادرة الجوائز الثقافية الوطنية في دورتها الثالثة 2023.[11] [12]

## وصلات خارجية
- فيلم تعريفي عن مركز عبدالرحمن السديري الثقافي
- تعريف بمركز عبدالرحمن السديري الثقافي